# ADSL
ADSL (viết tắt của Tiếng Anh: Asymmetric Digital Subscriber Line, tiếng Việt là đường dây thuê bao số bất đối xứng) là một dạng của DSL. ADSL cung cấp một phương thức truyền dữ liệu với băng thông rộng, tốc độ cao hơn nhiều so với giao thức truy cập qua đường dây điện thoại truyền thống theo phương thức truy cập quay số (Dial up). Khi truyền băng thông trên đường dây điện thoại được tách ra làm 2 phần, một phần nhỏ dùng cho các tín hiệu như Phone, Fax. Phần lớn còn lại dùng cho truyền tải tín hiệu ADSL. Ý nghĩa của cụm từ "bất đối xứng" trong ADSL là do lượng dữ liệu tải xuống và tải lên là không bằng nhau, với dữ liệu chủ yếu là tải xuống.

## Tổng quan

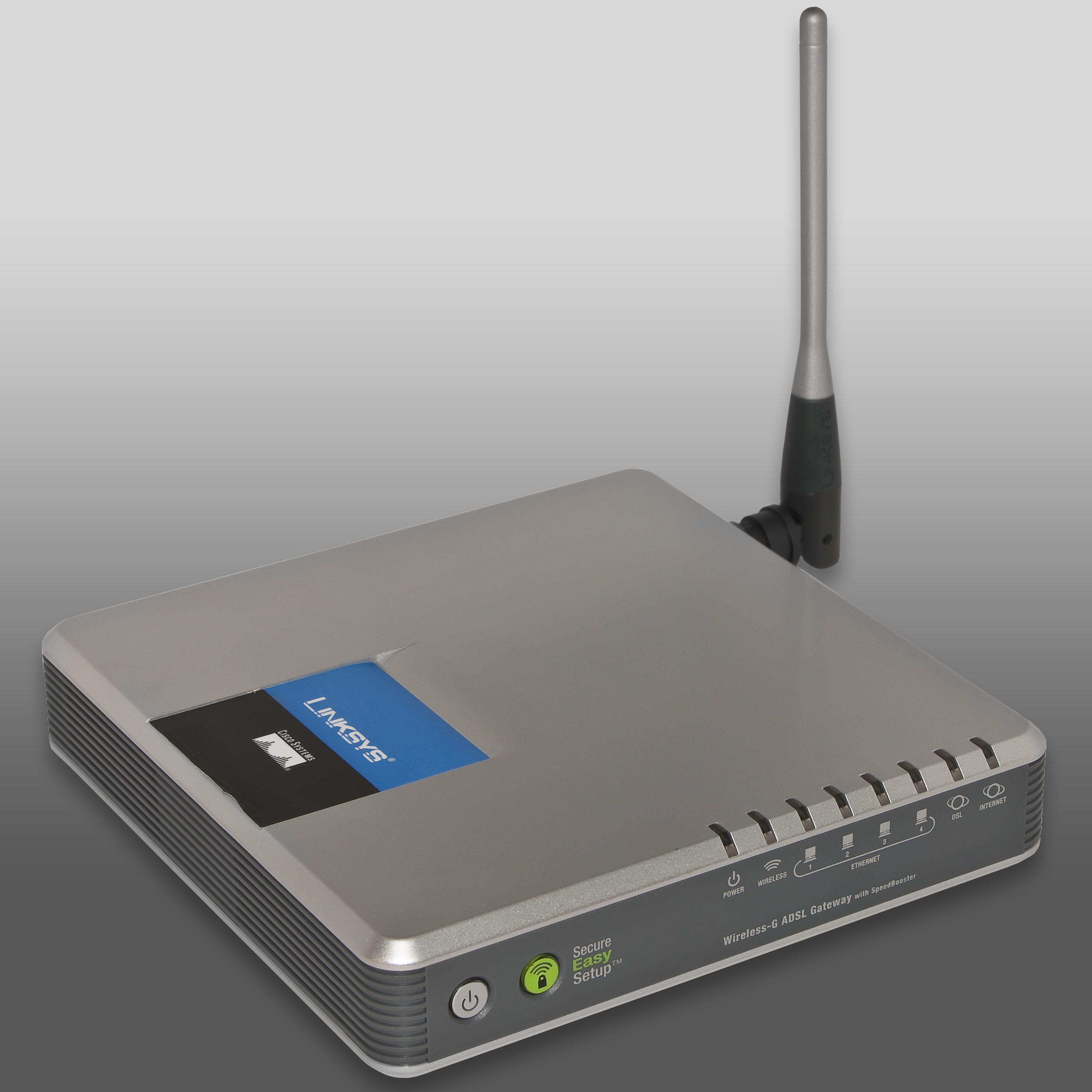
Một router ADSL hỗ trợ chuẩn Wi-Fi 802.11 b-g dùng để kết nối mạng Internet.

ADSL là sự thay thế với tốc độ cao cho thiết bị Modem hoặc ISDN giúp truy nhập Internet với tốc độ cao và nhanh hơn. Các biểu đồ sau chỉ ra các tốc độ cao nhất có thể đạt được giữa các dịch vụ cung cấp.
- Asymmetric: Tốc độ truyền không giống nhau ở hai chiều. Tốc độ của chiều xuống (từ mạng tới thuê bao) có thể nhanh gấp hơn 10 lần so với tốc độ của chiều lên (từ thuê bao tới mạng). Điều này phù hợp một tốt cho việc khai thác dịch vụ Internet khi mà chỉ cần kết nối (tương ứng với lưu lượng nhỏ thông tin mà thuê bao gửi đi) là có thể nhận được một lưu lượng lớn dữ liệu tải về từ Internet.
- Digital: Các Modem ADSL hoạt động ở mức bit (0 & 1) và dùng để chuyển thông tin số hoá giữa các thiết bị số như các máy tính PC. Chính ở khía cạnh này thì ADSL không có gì khác với các Modem thông thường.
- Subscriber Line: ADSL tự nó chỉ hoạt động trên đường dây thuê bao bình thường nối tới tổng đài nội hạt. Đường dây thuê bao này vẫn có thể được tiếp tục sử dụng cho các cuộc gọi đi hoặc nghe điện thoại cùng một thời điểm thông qua thiết bị gọi là "Splitters" có chức năng tách thoại và dữ liệu trên đường dây.

## Ứng dụng
ADSL xác lập cách thức dữ liệu được truyền giữa thuê bao (nhà riêng hoặc công sở) và tổng đài thoại nội hạt trên chính đường dây điện thoại bình thường, thường gọi các đường dây này là local loop. Thực chất của ứng dụng ADSL không phải ở việc truyền dữ liệu đi/đến tổng đài điện thoại nội hạt mà là tạo ra khả năng truy nhập Internet với tốc độ cao. Như vậy, vấn đề nằm ở việc xác lập kết nối dữ liệu tới Nhà cung cấp dịch vụ Internet. Mặc dù ADSL được sử dụng để truyền dữ liệu bằng các giao thức Internet, nhưng trên thực tế việc thực hiện điều đó như thế nào lại không phải là đặc trưng kỹ thuật của ADSL. Hiện nay, phần lớn ADSL được dùng cho truy nhập Internet tốc độ cao và sử dụng các dịch vụ trên Internet một cách nhanh hơn.

## Cơ chế hoạt động

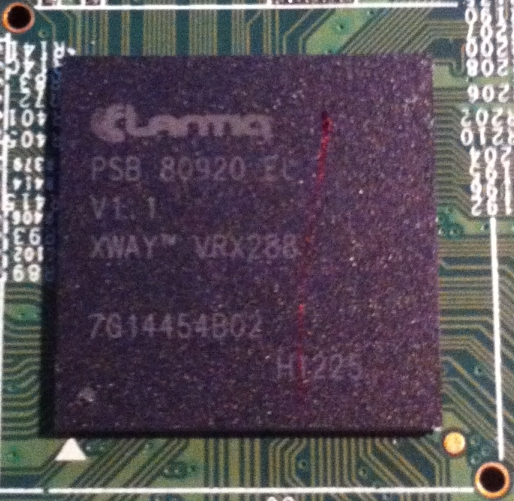
Chip DSL

ADSL tìm cách khai thác phần băng thông tương tự còn chưa được sử dụng trên đường dây nối từ thuê bao tới tổng đài nội hạt. Đường dây này được thiết kế để chuyển tải dải phổ tần số (frequency spectrum) chiếm bởi cuộc thoại bình thường. Tuy nhiên, nó cũng có thể chuyển tải các tần số cao hơn dải phổ tương đối hạn chế dành cho thoại. Đó là dải phổ mà ADSL sử dụng.
Thoại cơ bản sử dụng dải tần số từ 300 Hz tới 3,400 Hz. Trên thực tế, các Splitter được sử dụng để đảm bảo dữ liệu và thoại không xâm phạm lẫn nhau trên đường truyền. Các tần số mà mạch vòng có thể chuyển tải, hay nói cách khác là khối lượng dữ liệu có thể chuyển tải sẽ phụ thuộc vào các nhân tố sau:
- Khoảng cách từ tổng đài nội hạt.
- Kiểu và độ dày đường dây.
- Kiểu và số lượng các mối nối trên đường dây.
- Mật độ các đường dây chuyển tải ADSL, ISDN và các tín hiệu phi thoại khác.
- Mật độ các đường dây chuyển tải tín hiệu radio.

## Các thành phần của ADSL
Trong phần này chúng ta sẽ lần lượt mô tả chức năng của từng thành phần của ADSL, bắt đầu từ Modem ADSL tới nhà cung cấp dịch vụ Internet. Chúng ta cũng xem xét ở phía ISP để lọc ra những thành phần cơ bản mà họ sử dụng để cung cấp dịch vụ ADSL.

### Modem ADSL
Modem ADSL kết nối vào đường dây điện thoại (còn gọi là local loop) và đường dây này nối tới thiết bị tổng đài nội hạt. Modem ADSL sử dụng kết hợp một loạt các kỹ thuật xử lý tín hiệu tiên tiến nhằm đạt được tốc độ băng thông cần thiết trên đường dây điện thoại thông thường với khoảng cách tới vài km giữa thuê bao và tổng đài nội hạt.

### Hoạt động của Modem ADSL
ADSL hoạt động bằng cách vận hành cùng lúc nhiều Modem, trong đó mỗi Modem sử dụng phần băng thông riêng có thể.
Sơ đồ trên đây chỉ mô phỏng một cách tương đối, nhưng qua đó ta có thể nhận thấy ADSL sử dụng rất nhiều Modem riêng lẻ hoạt động song song để khai thác băng thông tối đa và cung cấp một tốc độ rất cao.
Mỗi đường kẻ sọc đen ở trên thể hiện một Modem và chúng hoạt động tại các tần số hoàn toàn khác nhau. Trên thực tế có thể tới 255 Modem hoạt động trên một đường ADSL. Điểm đặc biệt ở chỗ ADSL sử dụng dải tần số từ 26 kHz tới 1.1 MHz trong 10 MHz của băng thông thoại. Tất cả 255
Modems này được vận hành chỉ trên một con chíp đơn.
Lượng dữ liệu mà mỗi Modem có thể truyền tải phụ thuộc vào các đặc điểm của đường dây tại tần số mà Modem đó chiếm. Một số Modem có thể không làm việc một chút nào vì sự gây nhiễu từ nguồn tín hiệu bên ngoài chẳng hạn như bởi một đường dây (local loop) khác hoặc nguồn phát vô tuyến nào đó. Các Modem ở tần số cao hơn thông thường lại truyền tải được ít dữ liệu hơn bởi lý ở tần số càng cao thì sự suy hao càng lớn, đặc biệt là trên một khoảng cách dài.

### Mạch vòng/Local Loop
"Local loop" là thuật ngữ dùng để chỉ các đường dây điện thoại bình thường nối từ vị trí người sử dụng tới công ty điện thoại. Nguyên nhân xuất hiện thuật ngữ local loop - đó là người nghe (điện thoại) được kết nối vào hai đường dây mà nếu nhìn từ tổng đài điện thoại thì chúng tạo ra một mạch vòng local loop.

## Các thành phần ADSL từ phía nhà cung cấp dịch vụ
Phạm vi Nhà cung cấp dịch vụ gồm có ba thành phần quan trọng bao gồm: DSLAM - DSL Access Multiplexer, BAS - Broadband Access Server và ISP - Internet Service Provider.

### DSLAM
Một thiết bị DSLAM có thể tập hợp nhiều kết nối thuê bao ADSL - có thể nhiều tới hàng trăm thuê bao - và tụ lại trên một kết nối cáp quang. Sợi cáp quang này thường được nối tới thiết bị gọi là BAS - Broadband Access Server, nhưng nó cũng có thể không nối trực tiếp tới BAS vì BAS có thể được đặt tại bất cứ đâu. DSLAM là thiết bị đặt ở phía tổng đài, là điểm cuối của kết nối ADSL. Nó chứa vô số các Modem ADSL bố trí về một phía hướng tới các mạch vòng và phía kia là kết nối cáp quang.

### BAS
Broadband Access Server (BAS) là thiết bị đặt giữa DSLAM và POP của ISP. Một thiết bị BAS có thể phục vụ cho nhiều DSLAM.
Các giao thức truyền thông được đóng gói để truyền dữ liệu thông qua kết nối ADSL, vì vậy mục đích của BAS là mở gói để hoàn trả lại các giao thức đó trước khi đi vào Internet. Nó cũng đảm bảo cho kết nối của bạn tới ISP được chính xác giống như khi bạn sử dụng Modem quay số hoặc ISDN.
Như chú giải ở trên, ADSL không chỉ rõ các giao thức được sử dụng để tạo thành kết nối tới Internet. Phương pháp mà PC và Modem sử dụng bắt buộc phải giống như BAS sử dụng để cho kết nối thực hiện được.
Thông thường ADSL sử dụng hai giao thức chính là: PPPoE (PPP over Ethernet Protocol) và PPPoA (Point to Point Protocol over ATM).

## Kết nốimạng

### Kết nối các thành phần
Dưới đây sẽ trình bày về những giao thức truyền thông được sử dụng trên kết nối ADSL.
Khi kết nối vào Internet, bạn sử dụng các giao thức chạy ở tầng vận chuyển TCP/IP (chẳng hạn như HTTP - giao thức được sử dụng bởi các Web Browser). Quá trình này là giống nhau với các kiểu truy nhập quay số qua PSTN, ISDN và ADSL.

### Các giao thức được sử dụng giữa Modem và BAS
Khi quay số PSTN/ISDN để truy nhập vào Internet, chúng ta sử dụng giao thức gọi là PPP để vận chuyển dữ liệu TCP/IP và kiểm tra cũng như xác thực tên và mật khẩu người truy nhập.
Trong ADSL, PPP cũng thường được sử dụng để kiểm tra tên và mật khẩu truy nhập, và ATM thì luôn được sử dụng ở mức thấp nhất. Kết nối điển hình như dưới đây:

### Vai trò của ATM
ATM - Asynchronous Transfer Mode, được sử dụng như là công cụ chuyển tải cho ADSL ở mức thấp. Lý do vì đó là cách thuận tiện và mềm dẻo đối với các công ty thoại muốn kéo dài khoảng cách kết nối từ DSLAM tới BAS giúp họ có thể đặt BAS ở bất cứ đâu trên mạng. Có hai tham số cần phải thiết lập cấu hình một cách chính xác trên Modem ADSL để đảm bảo kết nối thành công tại mức ATM với DSLAM: VPI (Virtual Path Identifier) và VCI (Virtual Channel Identifier).

## Cấu trúc của ADSL
PPP là giao thức dùng để vận chuyển lưu lượng Internet tới ISP dọc theo các kết nối Modem và ISDN. PPP kết hợp chặt chẽ các yếu tố xác thực - kiểm tra tên/mật khẩu - và đó là lý do chính mà người ta dùng PPP với ADSL. Mặc dù BAS thực thi giao thức PPP và tiến hành việc xác thực, nhưng thực ra việc đó được thực hiện bằng cách truy nhập vào các cơ sở dữ liệu khách hàng đặt tại ISP. Bằng cách đó, ISP biết được rằng các kết nối do BAS định tuyến tới - đã được xác thực thông qua giao dịch với cơ sở dữ liệu riêng của ISP.

## Modem ADSL trên thực tế
Modem ADSL thông minh bản thân nó đã tích hợp sẵn các giao thức truyền thông cần thiết (chẳng hạn thiết bị Modem ADSL Router hoặc Modem được sử dụng kết nối qua cổng Card Ethernet 10/100Mb) nên chỉ việc lựa chọn và khai báo VPI/VCI cho Modem.
Còn Modem ADSL thụ động thì phải hoạt động dựa trên hệ điều hành của máy tính để cung cấp các giao thức cần thiết. Các loại Modem này bắt buộc phải cài đặt phần mềm điều khiển Modem và thiết lập các giao thức PPP, VPI/VCI. Việc cấu hình như vậy phức tạp và đòi hỏi thời gian nhiều hơn.
Chỉ có Windows 98SE, Windows ME, Windows 2000/XP và các Windows thế hệ mới là có cài sẵn cơ chế thực thi ATM, vì thế người ta ít sử dụng các Modem thụ động trên thực tế. Mặc dù các Modem thông minh có hỗ trợ các giao thức cần thiết nhưng chúng vẫn có thể được dùng cho các hệ điều hành nói trên. Các Modem thụ động có thể nối với PC thông qua giao diện USB, hoặc có thể được sản xuất dưới dạng PCI Card để cắm thẳng trên bảng mạch chủ của PC. Lưu ý là việc khai thác giao thức ATM không có nghĩa là cần phải có Card mạng ATM cho PC - đó chỉ là cơ chế hỗ trợ bằng phần mềm trong hệ điều hành.

## Mối tương quan giữa điện thoại và ADSL
ADSL cho phép cùng lúc vừa truy nhập Internet tốc độ cao lại vừa có thể thực hiện cuộc gọi cũng trên đường dây đó.
Thiết bị chuyên dụng Splitters được sử dụng để tách riêng các tần số cao dùng cho ADSL và các tần số thấp dùng cho thoại. Như vậy, thông thường đặt các Splitters tại mỗi đầu của đường dây - phía thuê bao và phía DSLAM. Tại phía thuê bao, các tần số thấp được chuyển đến máy điện thoại còn các tần số cao đi đến modem ADSL. Tại các tổng đài, các tần số thấp được chuyển sang mạng thoại PSTN còn các tần số cao đi đến ISP.
Tốc độ của kết nối giữa modem ADSL và DSLAM phụ thuộc vào khoảng cách đường truyền và tốc độ tối đa được cấu hình sẵn trên cổng của DSLAM. Ngược lại, tốc độ kết nối vào Internet lại còn phụ thuộc vào nhiều yếu tố khác nữa như số người dùng kết nối, tốc độ kết nối giữa DSLAM và BAS, số lượng card DSLAM cùng nối vào một BAS và số lượng người thực tế đang kết nối.

## Các chuẩn ADSL

Tần số các chuẩn ADSL phổ biến

| Phiên bản | Tên chuẩn                | Tên phổ biến       | Tốc độ tải về | Tốc độ tải lên | Ứng dụng năm    |
| --------- | ------------------------ | ------------------ | ------------- | -------------- | --------------- |
| ADSL      | ANSI T1.413-1998 Issue 2 | ADSL               | 8.0 Mbit/s    | 1.0 Mbit/s     | 1998            |
| ADSL      | ITU G.992.1              | ADSL (G.DMT)       | 8.0 Mbit/s    | 1.3 Mbit/s     | 1999-07         |
| ADSL      | ITU G.992.1 Annex A      | ADSL over POTS     | 12.0 Mbit/s   | 1.3 Mbit/s     | 2001            |
| ADSL      | ITU G.992.1 Annex B      | ADSL over ISDN     | 12.0 Mbit/s   | 1.8 Mbit/s     | 2005            |
| ADSL      | ITU G.992.2              | ADSL Lite (G.Lite) | 1.5 Mbit/s    | 0.5 Mbit/s     | 1999-07         |
| ADSL2     | ITU G.992.3              | ADSL2              | 12.0 Mbit/s   | 1.3 Mbit/s     | 2002-07         |
| ADSL2     | ITU G.992.3 Annex J      | ADSL2              | 12.0 Mbit/s   | 3.5 Mbit/s     |                 |
| ADSL2     | ITU G.992.3 Annex L      | RE-ADSL2           | 5.0 Mbit/s    | 0.8 Mbit/s     |                 |
| ADSL2     | ITU G.992.4              | splitterless ADSL2 | 1.5 Mbit/s    | 0.5 Mbit/s     | 2002-07         |
| ADSL2+    | ITU G.992.5              | ADSL2+             | 20.0 Mbit/s   | 1.1 Mbit/s     | 2003-05         |
| ADSL2+    | ITU G.992.5 Annex M      | ADSL2+M            | 24.0 Mbit/s   | 3.3 Mbit/s     | 2008            |
| ADSL2++   | (up to 3.75 MHz)         | ADSL4              | 52.0 Mbit/s ? | 5.0 Mbit/s ?   | Đang phát triển |